# Cal Tardà (Herba-savina)
Cal Tardà és una casa de l'antic poble d'Herba-savina, en el terme municipal de Conca de Dalt, al Pallars Jussà, dins de l'antic terme d'Hortoneda de la Conca.
Està situada a l'extrem oriental del poble. Va ser la darrera casa habitada d'Herba-savina.